# Сабейское царство

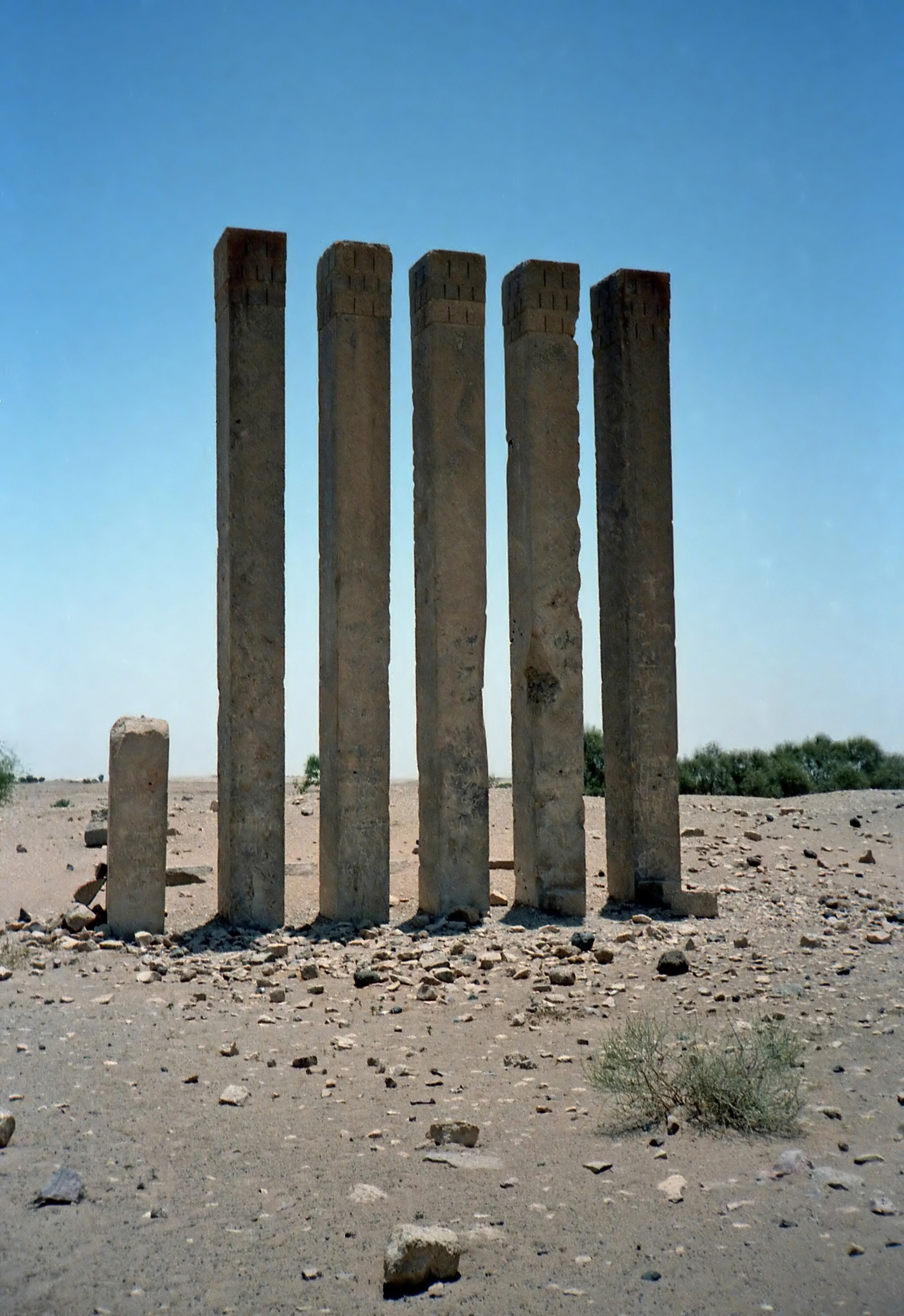
Руины сабейского храма Бар’ан около сабейской столицы Мариб

Са́ба, или Сабейское царство (устар. Сава́, Сабея, Шеба, Шева) — древнее государство, существовавшее с конца 2-го тыс. до н. э. (между 1200 и 900) по конец III в. н. э. в южной части Аравийского полуострова, в районе современного государства Йемен.

## Периодизация
История Сабейского царства подразделяется на три основных периода:
1. Период мукаррибов Са́ба (приблизительно первая половина 1 тыс. до н. э.).
2. Период царей Са́ба (приблизительно вторая половина 1 тыс. до н. э.).
3. Период царей Са́ба и зу-Райдана (I в. до н. э. — III в. н. э.)[2].

Сабейская цивилизация — одна из древнейших на Ближнем Востоке — сложилась в конце 2-го тыс. до н. э. на территории Южной Аравии, в плодородном, богатом водой и солнцем регионе, который находится на границе с пустыней Рамлат ас-Сабатейн, по-видимому, в связи с переселением сабеев из северо-западной Аравии, связанным со становлением трансаравийского «Пути Благовоний». А. Г. Лундиным высказывались предположения (пока недостаточно подтверждённые фактами), что первоначально с середины 2-го тысячелетия до н. э. в союз Саба входило три аравийских племени, но приблизительно в XIII или XII веке до н. э. к нему присоединились ещё три, объединявшиеся прежде в союз Файшан.
Самые ранние упоминания Сабейского царства относятся к IX веку до н. э., а начало его расцвета приходится на VIII в. до н. э. Вблизи столицы Сабы, Мариба, была сооружена огромная плотина, благодаря чему оказалась орошенной огромная, прежде бесплодная и мертвая территория — страна превратилась в богатый оазис.
Расцвет царства приходится на период между 900 и 450 гг. до н. э. В начальный период своей истории Саба служила перевалочным пунктом в торговле: сюда поступали товары из Хадрамаута, и отсюда отправлялись караваны в Месопотамию, Сирию и Египет (Ис. 60:6; Иов. 6:19). Наряду с транзитной торговлей Саба получала доходы от продажи благовоний местного производства (Иер. 6:20; Пс. 71:10).

## Политическая история

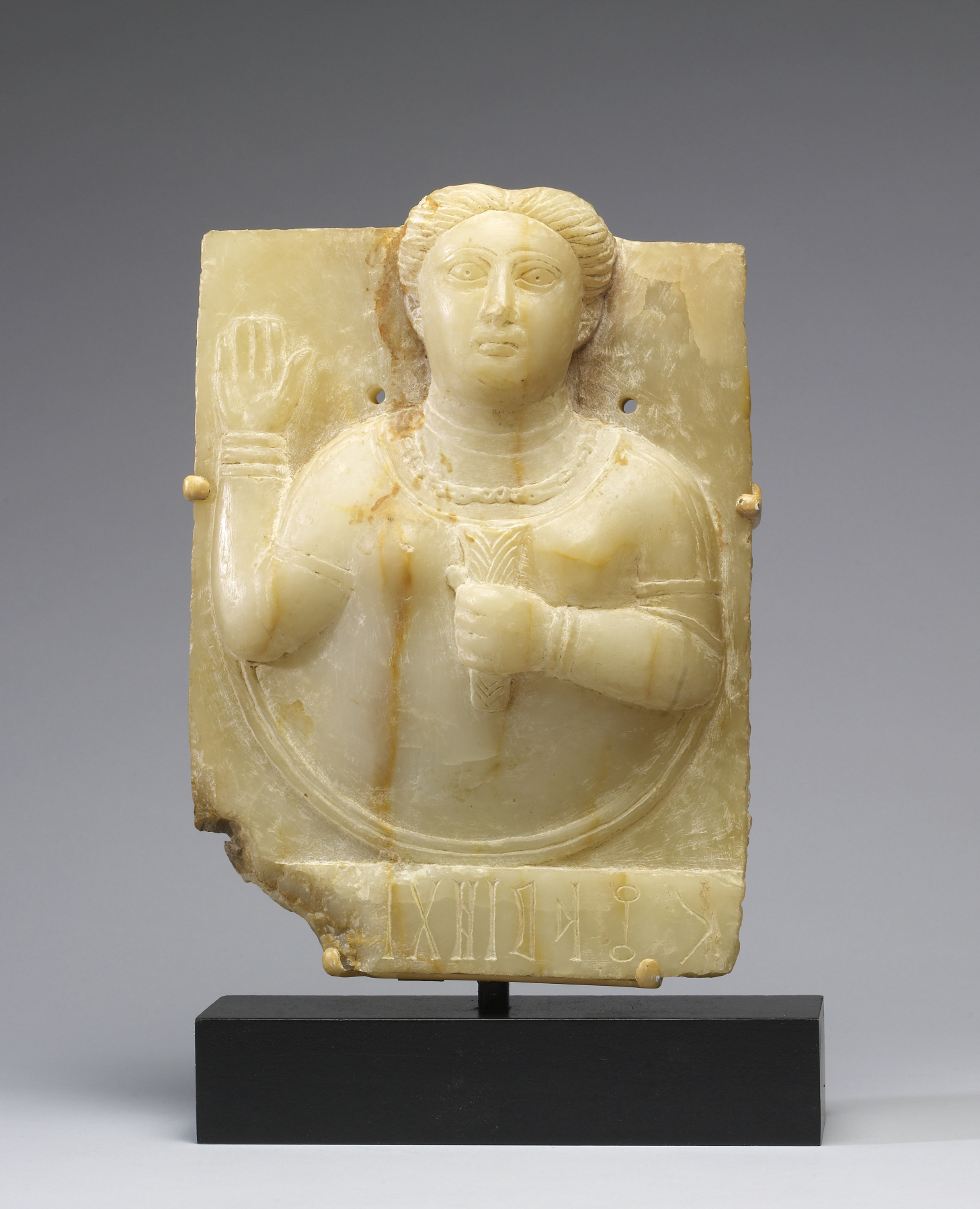
Алебастровая скульптура сабейской жрицы из Художественного музея Уолтерса

Политическая история Сабейского государства известна довольно плохо. Во II веке до н. э. Саба, по не до конца понятным пока причинам, стала приходить в упадок, зато в это же время переживало бурный расцвет йеменское Нагорье, на юго-западе которого сложилось Химьяритское царство. Между химьяритами и сабеями начались войны, изначальные причины которых неизвестны. К концу I в. до н. э. химьяриты захватили большинство южноаравийских царств (Минейское, Катабанское); около 25 года до н. э. химьяриты сумели покорить Сабу и включить её территорию в состав Химьяритского царства.
Как самостоятельное государство, Сабейское царство возродилось в начале II века. В 20-х годах III века царь Шаир Аутар принял титул «царь Сабы и зу-Райдана». Однако в конце III века Саба вновь вошла в состав Химьяритского царства.